# Феттерман, Джон
Джон Карл Феттерман (англ. John Karl Fetterman; род. 15 августа 1969, Уэст-Рединг, Пенсильвания) — американский политик, член Демократической партии. Младший Сенатор США от штата Пенсильвания.

## Биография
Окончил Олбрайт-колледж в Рединге. В 1999 году окончил Школу управления имени Джона Ф. Кеннеди при Гарвардском университете с дипломом магистра по государственному администрированию.
Работал волонтёром в неправительственной организации «Старшие братья и сёстры Америки», поддерживал предложения о повышении минимальной заработной платы в США до $15 в час. С 2005 по 2019 год — мэр города Брэддок.
15 мая 2018 года победил на предварительных выборах в борьбе за выдвижение своей кандидатуры на пост вице-губернатора Пенсильвании от Демократической партии, заручившись поддержкой сенатора Берни Сандерса.
6 ноября 2018 года состоялись губернаторские выборы, по итогам которых Феттерман занял должность вице-губернатора Пенсильвании. Возглавлял в этом качестве Пенсильванскую комиссию по помилованиям и добивался легализации марихуаны. В целом его политические позиции характеризуются как прогрессистские.
Вступив в борьбу за сенаторское кресло, Феттерман позиционировал себя как человека, «который сделал себя сам» — «сына бакалейщика из розничной сети ShopRite», но подвергался за это критике со стороны своих противников. В частности, добивавшийся выдвижения от республиканцев выпускник Принстонского университета и CEO хедж-фонда Дейв Маккормик усомнился в аутентичности подобного образа Феттермана и назвал его «парнем, который учился в Гарварде и владеет трастовым фондом».
8 ноября 2022 года на выборах в Сенат США от Пенсильвании одержал принципиально важную победу над республиканцем Мехметом Озом с результатом 51 %, что осложнило республиканцам задачу получения большинства в Сенате (обладателем этого мандата являлся ушедший в отставку республиканец Пэт Туми).